# Championnat de Hongrie de football 1903
Navigation
Saison précédente Saison suivante
La saison 1903 du Championnat de Hongrie de football est la 3e édition du championnat de première division en Hongrie, la Nemzeti Bajnokság. Les huit meilleurs clubs de Budapest sont regroupés au sein d'une poule unique où ils se rencontrent deux fois au cours de la saison, à domicile et à l'extérieur. En fin de saison, le dernier du classement est relégué et remplacé par le champion de II. Osztályú Bajnokság, la deuxième division hongroise.
C'est le Ferencváros TC qui termine en tête du classement final du championnat, avec deux points d'avance sur le Budapest TC, double tenant du titre, et trois sur l'un des promus, le MTK Budapest. C'est le tout premier titre de champion de Hongrie de l'histoire du club.

## Les clubs participants
| - Budapest TC - 33 FC - Ferencváros TC - Magyar Úszó Egylet - MTK Budapest - Promu de II. Osztályú Bajnokság - Magyar AC - Promu de II. Osztályú Bajnokság - Postas SE - Promu de II. Osztályú Bajnokság - Törekvés SE - Promu de II. Osztályú Bajnokság |

## Compétition

### Classement
Le barème utilisé pour établir le classement est le suivant :
- Victoire : 2 points
- Match nul : 1 point
- Défaite, forfait ou abandon : 0 point

| Rang | Équipe           | Pts | J  | G  | N | P  | Bp | Bc | Diff |
| ---- | ---------------- | --- | -- | -- | - | -- | -- | -- | ---- |
| 1    | Ferencváros TC   | 21  | 14 | 10 | 1 | 3  | 51 | 11 | +40  |
| 2    | Budapest TC (T)  | 19  | 14 | 8  | 3 | 3  | 34 | 9  | +25  |
| 3    | MTK Budapest (P) | 18  | 14 | 9  | 0 | 5  | 41 | 17 | +24  |
| 4    | Postás SE (P)    | 17  | 14 | 7  | 3 | 4  | 28 | 12 | +16  |
| 5    | 33 FC            | 15  | 14 | 6  | 3 | 5  | 23 | 32 | -9   |
| 6    | MUE              | 11  | 14 | 5  | 1 | 8  | 12 | 25 | -13  |
| 7    | Magyar AC (P)    | 9   | 14 | 4  | 1 | 9  | 19 | 40 | -21  |
| 8    | Törekvés SE (P)  | 2   | 14 | 1  | 0 | 13 | 6  | 68 | -62  |

|  | Vainqueur du championnat de Hongrie 1903                |
|  | Relégation directe en II. Osztályú Bajnokság            |
|  | (T) Tenant du titre (P) Promu de II. Osztályú Bajnokság |

## Bilan de la saison
| Championnat de Hongrie de football 1903 |                            |
| Champion                                | Ferencváros TC (1er titre) |
| Coupes et trophées                      |                            |
| Vainqueur de la Coupe de Hongrie 1903   | Non disputée               |
| Promotions et relégations               |                            |
| Promus en Nemzeti Bajnokság             | Fővárosi TC                |
| Promus en Nemzeti Bajnokság             | Műegyetemi AFC             |
| Relégués en II. Osztályú Bajnokság      | Törekvés SE                |